# Calixto García (Cuba)
Pour les articles homonymes, voir García.
Calixto García est une municipalité de Cuba dans la province de Holguín. Elle doit son nom au général Calixto García. Son chef-lieu est la ville de Buenaventura.

## Géographie

### Situation
Calixto García se trouve dans le sud-est de l'île de Cuba, dans l'ouest de la province de Holguín. 
Par la route elle se trouve à 
700 km sud-est de La Havane, 
42 km ouest de sa capitale de province Holguín, et 
186 km nord-ouest de Santiago de Cuba, la principale ville du sud de l'île.
La ville est sur la Carretera Central entre Las Tunas (54 km ouest) et Holguín.

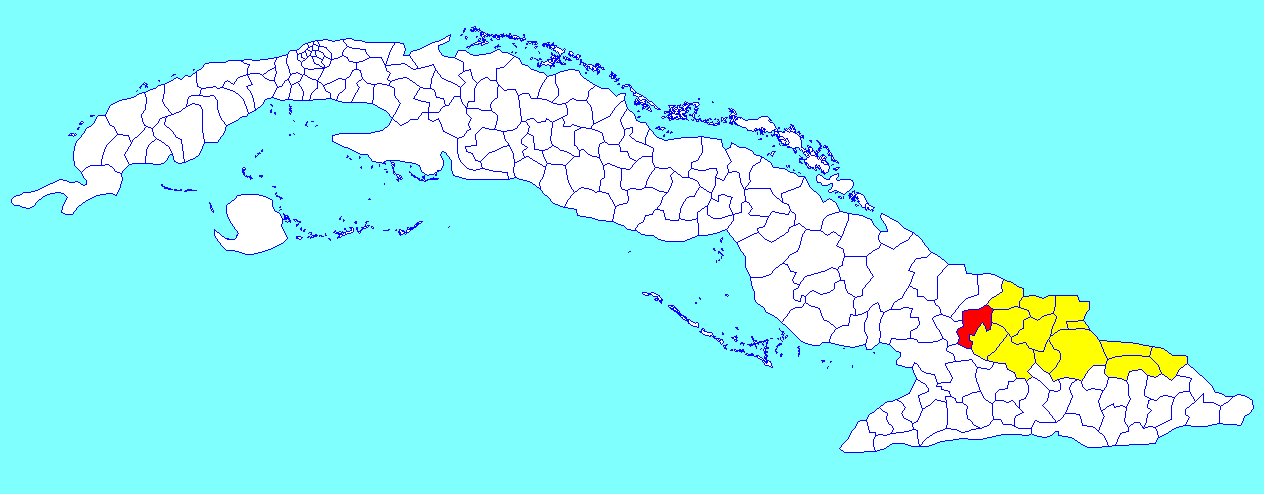
Calixto García dans la province de Holguín

### Divisions administratives
La municipalité comprend 12 consejos populares :
- Buenaventura 1
- Buenaventura 2
- San Agustín
- Mir
- La Jíquima
- Vista Hermosa
- Guaramanao
- Las Calabazas
- Las Casimbas
- Guayabo
- Monte Alto
- Sabanazo

La municipalité inclut aussi les villages de Loma del Muerto, Cuatro Caminos, Las Lajas, Villa Magalis e Irene…

## Population
En 2022, la population était estimée à 53 141 habitants ; pour une surface de 591,3 km2, la densité de population est de 89,88 habitants/km².